# Solnetjnogorsk

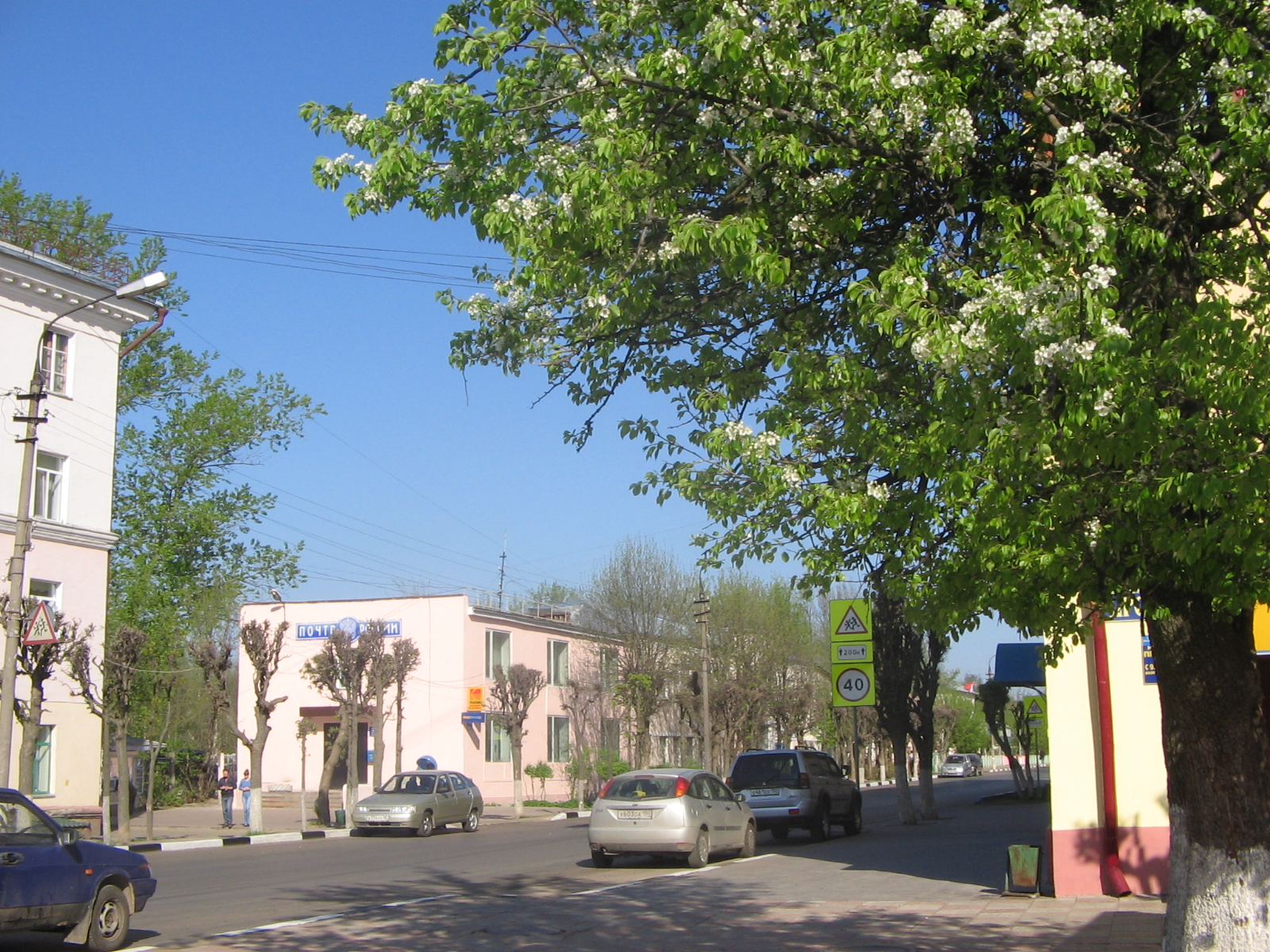
Gata i Solnetsjnogorsk.

Solnetjnogorsk (ryska Солнечногорск) är en stad i Moskva oblast i Ryssland. Staden ligger 65 km nordväst om Moskva och hade 52 554 invånare i början av 2015.